# Michelle Welsh
Pour les articles homonymes, voir Welsh.
Michelle Welsh est une personnalité politique britannique du Parti travailliste. Elle est députée pour la circonscription Sherwood Forest depuis 2024.

## Biographie
Avant son élection en tant que députée, LabourList la décrit comme « conseillère au conseil municipal de Gedling, représentant le quartier de Porchester, et au conseil du comté de Nottinghamshire, représentant Arnold South ».
Michelle Welsh est gouverneure de l'école primaire Arnold View.
Elle est députée pour la circonscription Sherwood Forest depuis 2024,.